# Käthe Beutler

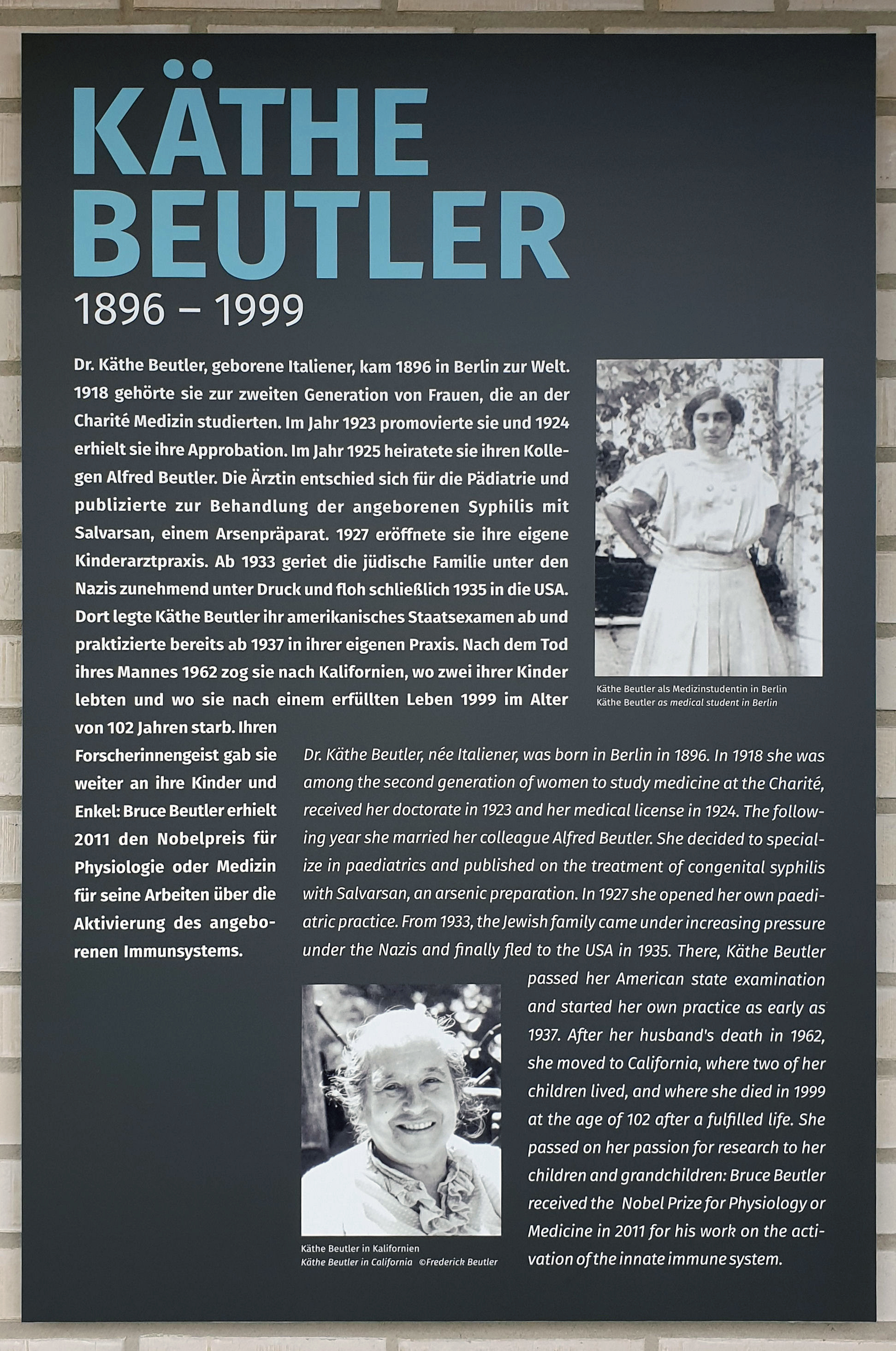
Gedenktafel am Käthe-Beutler-Haus, in Berlin-Buch

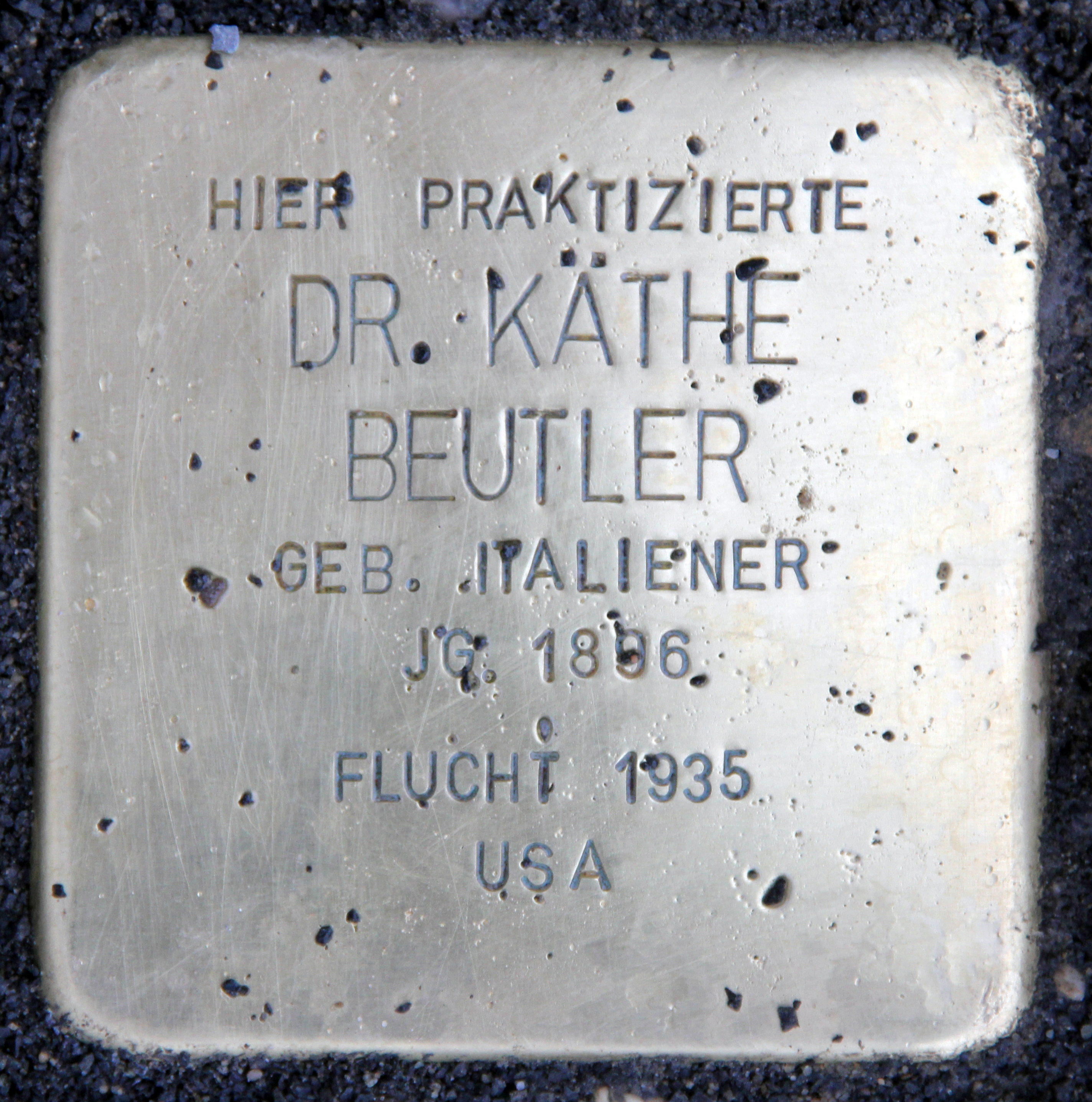
Stolperstein für Käthe Beutler

Käthe Beutler (geb. Italiener; * 11. Oktober 1896 in Berlin; † 7. Februar 1999 in La Jolla, Kalifornien) war eine in Deutschland geborene amerikanische Kinderärztin.

## Leben
Käthe Italiener wurde als drittes Kind des Kaufmanns Ludwig Italiener und seiner Frau Anna, geb. Rothstein, geboren. Sie hatte zwei Brüder, Karl (1889–1942; ermordet in Mauthausen) und Ernst (1894–1916; gefallen im Ersten Weltkrieg).
Käthe Italiener begann 1917 ein Medizinstudium an der Friedrich-Wilhelms-Universität in Berlin, absolvierte ihr Studium in der Mindestzeit und legte ihr Physikum im März 1920 ab. 1923 promovierte sie zum Thema „Geschichtliches zum Tonusbegriff vom Altertum bis Virchow“ bei Friedrich Kraus (1858–1936), dem Direktor der Zweiten Medizinischen Klinik der Charité. Sie erhielt ihre Approbation am 23. Mai 1924 und entschied sich für eine Weiterbildung in Pädiatrie. Im Rahmen ihrer Facharztausbildung ging sie zu Erich Müller an das Friedrichs-Waisenhaus in Berlin-Rummelsburg und publizierte dort eine Arbeit zur Behandlung von syphilitischen Neugeborenen mit Salvarsan.
1925 heiratete Käthe Italiener den Arzt Alfred Beutler. Im gleichen Jahr eröffnete ihr Mann eine Praxis für Innere Medizin und Radiologie am Reichskanzlerplatz 2, in der sie ab 1927 als Kinderärztin praktizierte. Nach der Machtergreifung der Nationalsozialisten verlor Käthe Beutler als jüdische Ärztin im Juli 1933 ihre Kassenzulassung. Da sich die Lebensbedingungen für jüdische Bürger in Deutschland immer mehr verschlechterten, wanderte die Familie im Dezember 1935 in die USA aus. Käthe legte dort das amerikanische Staatsexamen ab und eröffnete 1937 eine pädiatrische Praxis. Nach dem Tod ihres Mannes im Jahr 1962 zog sie zur Familie ihres Sohnes Ernest.
Im Jahr 2016 wurde ein Stolperstein für Käthe Beutler vor ihrer ehemaligen Praxis am Theodor-Heuss-Platz 2 in Berlin-Westend verlegt.
Das Berliner Institut für Gesundheitsforschung (BIH) benannte 2017 ein neues Klinik- und Forschungsgebäude nach Käthe Beutler.

## Veröffentlichungen
- Geschichtliches zum Tonusbegriff vom Altertum bis Virchow. Medizinische Dissertation, 1924; Bibliothek Humboldt-Universität Berlin.
- Unsere Erfolge mit hohen Neosalvarsandosen bei Behandlung der angeborenen Syphilis. In: Klinische Wochenschrift, 1924, 3, 14, S. 577–579.

## Familie
Ein Sohn Käthe Beutlers, Ernest Beutler (1928–2008), war ebenfalls Mediziner und gilt als Pionier der Hämatologie. Ein Enkel Käthe Beutlers und Sohn Ernest Beutlers, Bruce Beutler, wurde 2011 für seine Arbeiten zu Toll-like-Rezeptoren mit dem Nobelpreis für Physiologie oder Medizin ausgezeichnet.